# Conistra ardescens
Conistra ardescens là một loài bướm đêm trong họ Noctuidae.